# Eleazar de Carvalho
Eleazar de Carvalho (ur. 28 lipca 1912 w Iguatu, zm. 12 września 1996 w São Paulo) – brazylijski dyrygent i kompozytor.

## Życiorys
Jego ojciec był z pochodzenia Holendrem, matka po części była Indianką. Ukończył szkołę morską w Fortalezie, następnie odbył 8-letnią służbę w marynarce brazylijskiej jako marynarz i członek wojskowej orkiestry dętej. Po demobilizacji studiował w konserwatorium w Rio de Janeiro u Paulo Silvy, w 1940 roku uzyskując dyplom z dyrygentury i kompozycji. W 1941 roku został asystentem dyrygenta Orquestra sinfônica brasileira. W 1946 roku wyjechał do Stanów Zjednoczonych, gdzie studiował w Berkshire Music Center w Tanglewood u Siergieja Kusewickiego. W 1947 roku zadebiutował jako asystent Kusewickiego z Bostońską Orkiestrą Symfoniczną. W kolejnych latach występował z czołowymi orkiestrami amerykańskimi i europejskimi, od 1963 do 1968 roku był dyrektorem artystycznym Saint Louis Symphony Orchestra. W latach 1969–1973 prowadził orkiestrę Hofstra University w Hempstead. Był żonaty z pianistką i kompozytorką Jocy de Oliveira.
Skomponował m.in. opery Descuberta do Brasil (wyst. Rio de Janeiro 1939) i Tiradentes (wyst. Rio de Janeiro 1941), Sinfonia branca (1943), poematy symfoniczne A Traicão (1941), Batalha Naval de Riachuelo (1943) i Guararapes (1945), 3 uwertury, 2 kwartety i 2 tria smyczkowe, pieśni.